# Lantanoide

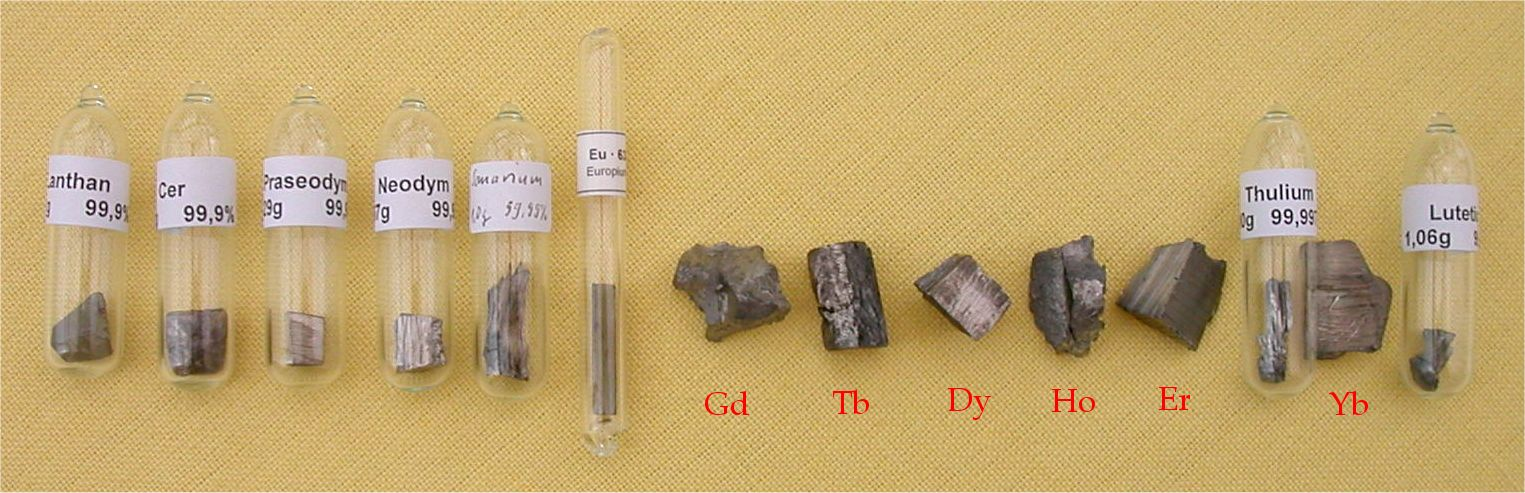
Mostres dels lantanoides, excepte del prometi que és radioactiu

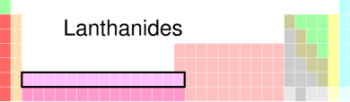
Situació dels lantanoides dins la taula periòdica

Un lantanoide, o lantànid, és cadascun dels 15 elements químics molt semblants del període 6è de la taula periòdica, els nombres atòmics dels quals van del 57 al 71 (La, Ce, Pr, Nd, Pm, Sm, Eu, Gd, Tb, Dy, Ho, Er, Tm, Yb i Lu). Sovint se'ls simbolitza en general com {\displaystyle {\ce {Ln}}}. Juntament amb l'escandi i l'itri formen l'agrupament d'elements anomenat terres rares. A la natura es presenten barrejats i en baixes proporcions en desenes de minerals. S'extreuen dels minerals monazita-(Ce), bastnäsita-(Ce) i xenotima-(Y) majoritàriament de jaciments a la Xina. El fet de tenir els lantanoides propietats molt similars fa que siguin difícils de separar. La causa és que presenten estructures electròniques que majoritàriament només es diferencien amb el nombre d'electrons als orbitals {\displaystyle 4f}, poc significatius des del punt de vista químic. Habitualment, se situen sota els blocs d i p en la taula periòdica. Els lantanoides són feblement electronegatius i, per tant, perden amb facilitat tres electrons perifèrics per donar cations trivalents {\displaystyle {\ce {Ln^3+}}}. Alguns d'aquests cations presenten luminescència. Excepte el prometi que és radioactiu no se sap que presentin cap tipus de toxicitat. Són elements de gran importància econòmica i estratègica ja que són imprescindibles en la tecnologia actual. S'empren en la fabricació de pantalles a color dels dispositius electrònics, d'imants potents, de catalitzadors, de bateries Ni-MH de cotxes elèctrics i híbrids, d'alguns làsers, de pigments, entre d'altres.

## Etimologia
A aquesta sèrie d'elements també se'ls denomina lantànids, però és un nom no recomanat per la Unió Internacional de Química Pura i Aplicada (IUPAC). El nom lantànids fou proposat el 1925 pel mineralogista noruec d'origen suís Victor Moritz Goldschmidt (1888-1947), prové de lantani amb el sufix d'origen llatí -ĭdus, -ids, que significa 'tendent a, cap a', per tant etimològicament lantànids significa la sèrie d'elements que segueixen al lantani. Per altra banda la IUPAC recomana des del 1965 el nom lantanoide, que prové de lantani i del sufix grec εῖδος, -oide, ‘forma, aparença’, és a dir, lantanoide vol dir element semblant al lantani. Malgrat que estrictament no s'hauria d'incloure al lantani en els lantanoides, la pràctica habitual és incloure'l. En anglès lantanide té la mateixa terminació que sulfide, chloride,... que són anions i no és recomanable emprar el mateix sufix perquè els lantànids no són ni formen anions. Tanmateix en català no es dona el mateix problema, ja que els anions se'ls anomena amb el sufix -ur: sulfur, clorur,... i lantànid no s'hi sembla.

## Història
| Símbol | Z  | Nom        | Any  | Descobridors, lloc i origen nom                                                                                               |
| ------ | -- | ---------- | ---- | --- |
| Ce     | 58 | ceri       | 1803 | J.J. Berzelius i W. Hisinger, Vestmanland, Suècia. Del planeta nan Ceres, descobert el 1801.                                  |
| La     | 57 | lantani    | 1839 | C.G. Mosander, Estocolm, Suècia. Del grec antic λανθάνειν, lanthánein, que significa "estar amagat".                          |
| Er     | 68 | erbi       | 1842 | C.G. Mosander, Estocolm, Suècia. De la localitat sueca d'Ytterby.                                                             |
| Tb     | 65 | terbi      | 1843 | C.G. Mosander, Estocolm, Suècia. De la localitat sueca d'Ytterby.                                                             |
| Yb     | 70 | iterbi     | 1878 | J.C. Galissard de Marignac, Ginebra, Suïssa. De la localitat sueca d'Ytterby.                                                 |
| Ho     | 67 | holmi      | 1879 | P.T. Cleve, Uppsala, Suècia; J.L. Soret i M. Delafontaine, Ginebra, Suïssa. De Holmia, topònim llatí de la ciutat d'Estocolm. |
| Tm     | 69 | tuli       | 1879 | P.T. Cleve, Uppsala, Suècia. De Thule, topònim llatí d'Escandinàvia.                                                          |
| Sm     | 62 | samari     | 1879 | P.E. LeCoq de Boisbaudran, París, França. A partir del mineral samarskita-(Y).                                                |
| Gd     | 64 | gadolini   | 1880 | J.C. Galissard de Marignac, Ginebra, Suïssa. En honor de Johan Gadolin.                                                       |
| Pr     | 59 | praseodimi | 1885 | C. Auer von Welsbach, Viena, Austria. Del grec πράσινος, prasinos, 'verd', i δίδυμος, didymos, 'bessó'.                       |
| Nd     | 60 | neodimi    | 1885 | C. Auer von Welsbach, Viena, Austria. Del grec νέος, neos, 'nou', i δίδυμος, didymos, 'bessó'.                                |
| Dy     | 66 | disprosi   | 1886 | P.E. LeCoq de Boisbaudran, París, França. Del grec δυσπρόσιτος, dysprósitos, 'difícil d'obtenir'.                             |
| Eu     | 63 | europi     | 1901 | E.A. Demarçay, París, França. Del continent Europa.                                                                           |
| Lu     | 71 | luteci     | 1907 | G. Urbain, París, França. Del topònim llatí Lutetia, primer nom de París.                                                     |
| Pm     | 61 | prometi    | 1947 | J.A. Marinsky, L.E. Glendenin, C.D. Coryell, Oak Ridge, Tennessee, EUA. Derivat de Prometeu, el tità de la mitologia grega.   |

El 1751, el mineralogista i químic suec Axel Fredrik Cronstedt (1722-1765) descrigué el que pensava que era un nou mineral de tungstè, que havia trobat a la mina de Bastnäs, a prop de Riddarhyttan, Suècia. El 1803, per una banda el químic alemany Martin Heinrich Klaproth (1743-1817) i per una altra els químics suecs Jöns Jacob Berzelius (1779-1848) i Wilhelm Hisinger (1766-1852) analitzaren independentment el mineral de Cronstedt, i obtingueren un òxid nou, posteriorment anomenat ceria, que contenia un element desconegut. Fou anomenat ceri en honor de Ceres, un planeta nan entre Mart i Júpiter descobert el 1801. Tanmateix fins al 1875, el ceri no fou aïllat pur.
Entre el 1839 i el 1843, el cirurgià i químic suec Carl Gustaf Mosander (1797-1858), demostrà que la ceria era una barreja de dos òxids, que anomenà lantana i didimia. Descompongué parcialment una mostra de nitrat de ceri torrant-lo a l'aire i després tractant l'òxid resultant amb àcid nítric diluït. Atès que les propietats de lantani diferien lleugerament de les de ceri, es produïen juntament amb les seves sals, l'anomenà a partir del grec antic λανθάνειν, lanthanein, 'amagat'. Tanmateix el lantani pur no fou aïllat per primera vegada fins al 1923.
El 1843, Mosander separà de la gadolinita tres òxids, que anomenà yttria, erbia i terbia. Eren els òxids de l'itri, de l'erbi i del terbi. Com es podria esperar tenint en compte les similituds entre els seus noms i propietats, els científics aviat van confondre erbia i terbia i, cap al 1877, havien invertit els noms. L'òxid que Mosander anomenà erbia ara es diu terbia i viceversa. El 1905, el químic francès Georges Urbain i l'estatunidenc Charles James aconseguiren aïllar l'òxid d'erbi bastant pur. Els químics alemanys Wilhelm Klemm (1896-1985) i Heinrich Bommer finalment el 1934 pogueren aïllar per primera vegada l'erbi en estat elemental reduint el clorur anhidre amb vapor de potassi.
El 1878, mentre analitzava el que Mosander havia anomenat erbia, el químic suís Jean-Charles Galissard de Marignac (1817-1894) observà que contenia possiblement dos elements. Un any després, el químic suec Lars Frederik Nilson (1840-1899) demostrà que efectivament contenia dos elements, l'escandi i un nou lantanoide, l'iterbi.

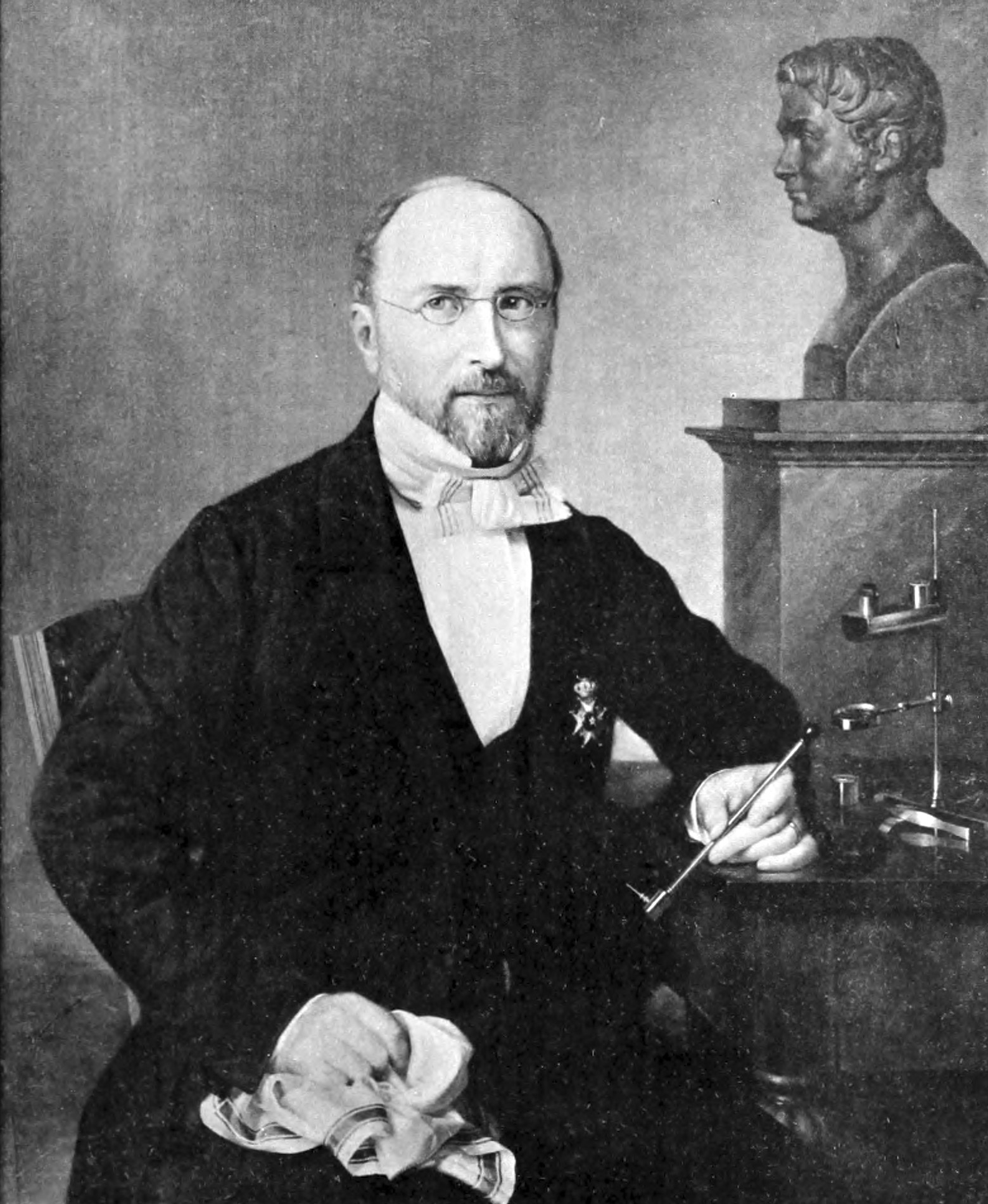
Carl Gustav Mosander (1797-1858) descobridor del lantani, de l'erbi i del terbi

El químic suec Per Teodor Cleve (1840-1905) trobà el 1879 que l'erbia contenia dos elements més, que anomenà holmi i tuli. Els noms provenen dels topònims llatins Holmia 'Estocolm' i Thule 'Escandinàvia'.
Mentre analitzava un òxid format a partir de lantani el 1841, Mosander considerà que tenia un nou element a les mans, que anomenà didimi. Quatre dècades després, el 1879, el químic francès Paul Émile Lecoq de Boisbaudran (1838-1912) analitzà el didimi i conclogué que no era un element; més aviat, contenia un element, que anomenà samari pel mineral samarskita, en el qual es troba.
Galissard de Marignac estudiant també la samarskita descobrí que contenia un altre element, que anomenà gadolini, en record al químic finlandès Johan Gadolin (1760-1852), descobridor de l'itri al mineral gadolinita.
L'any 1885, el químic austríac Carl Auer von Welsbach (1858-1929) aconseguí separar del didimi dos altres elements: el neodimi (del grec νέος, neos, nou, i δίδυμος, didymos, bessó) i el praseodimi (del grec πράσινος, prasinos, verd, i δίδυμος, didymos, bessó).
El disprosi fou descobert l'any 1886 per Lecoq de Boisbaudran en una mostra d'òxid d'holmi. De Boisbaudran li donà el nom de disprosi per la paraula grega δυσπρόσιτος, dysprósitos, que vol dir, difícil d'obtenir. Després de molts intents aconseguí una petita mostra de l'element. No es va obtenir una mostra pura fins al 1950.
El 1901 el químic francès Eugène-Anatole Demarçay (1852-1903) dugué a terme una acurada seqüència de cristal·litzacions de nitrat de magnesi i samari, i aconseguí separar un altre element nou: l'europi.

## Propietats

### Propietats físiques
Com molts metalls, els lantanoides (simbolitzats com a {\displaystyle {\ce {Ln}}}) tenen una lluïssor platejada i brillant. Quan contenen impureses de no metalls, com ara oxigen o nitrogen, es tornen trencadissos. Els seus punts de fusió, que oscil·len entre 819 °C (Yb) i 1 663 °C (Lu), són també sensibles a les impureses. Els lantanoides formen aliatges amb molts altres metalls, i aquests aliatges presenten una àmplia gamma de propietats físiques.

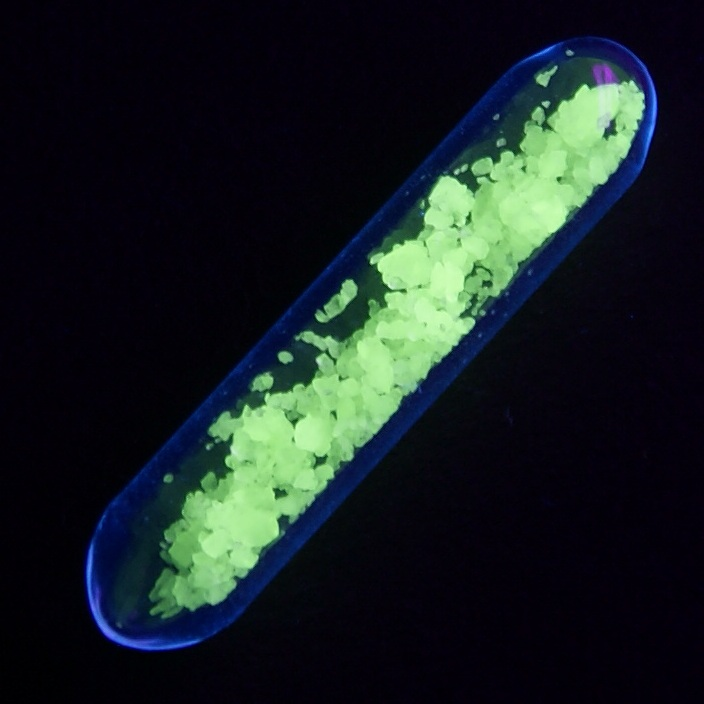
Fluorescència verda del sulfat de terbi(III) Tb2(SO4)3 sota llum ultraviolada

Els lantanoides tenen propietats magnètiques excepcionals. A baixes temperatures, les constants d'anisotropia magneto-cristal·lina són 10–100 vegades superiors a les d'altres elements i la magnetització de saturació absoluta és molt superior a la del ferro, per exemple. Tot i això, l'ordenació magnètica es produeix només a temperatures baixes, ja que el caràcter intern de l'orbital {\displaystyle 4f} indueix acoblaments febles per a interaccions directes entre àtoms veïns, així com per a intercanvis de llarg abast mitjançant electrons de conducció. Així, aquests metalls són diamagnètics o paramagnètics a temperatura ambient; la temperatura de Curie més alta és 292,7 K per al gadolini.
Una propietat característica dels lantanoides és la luminescència dels seus cations. Exceptuant el catió {\displaystyle {\ce {La^3+}}}i el {\displaystyle {\ce {Lu^3+}}}, tota la resta de cations {\displaystyle {\ce {Ln^3+}}} són luminescents i les seves línies d'emissió {\displaystyle 4f}—{\displaystyle 4f} cobreixen tot l'espectre electromagnètic des de l'ultraviolat ({\displaystyle {\ce {Gd^3+}}}) fins a l'infraroig proper (per exemple, {\displaystyle {\ce {Pr^3+}}}, {\displaystyle {\ce {Nd^3+}}}, {\displaystyle {\ce {Ho^3+}}}, {\displaystyle {\ce {Er^3+}}} i {\displaystyle {\ce {Yb^3+}}}) passant pel visible (per exemple, {\displaystyle {\ce {Pr^3+}}}, {\displaystyle {\ce {Sm^3+}}}, {\displaystyle {\ce {Eu^3+}}}, {\displaystyle {\ce {Tb^3+}}}, {\displaystyle {\ce {Dy^3+}}} i {\displaystyle {\ce {Tm^3+}}}). Diversos cations són simultanis emissors visibles i infraroigs propers (per exemple, {\displaystyle {\ce {Sm^3+}}}, {\displaystyle {\ce {Eu^3+}}}, {\displaystyle {\ce {Er^3+}}} i {\displaystyle {\ce {Tm^3+}}}). Alguns cations són fluorescents, d'altres són fosforescents, i alguns presenten alhora ambdues propietats. Les línies d'emissió {\displaystyle 4f}—{\displaystyle 4f} són fortes perquè l'ordenació electrònica consecutiva a la promoció d'un electró a un orbital {\displaystyle 4f} d'energia superior no pertoca gaire el patró d'unió a les molècules ja que els orbitals {\displaystyle 4f} no participen gaire en aquesta unió (la covalència dels enllaços de {\displaystyle {\ce {Ln^3+}}}–lligand és com a molt del 5-7 %).
| Element químic                                  | lantani     | ceri      | praseodimi | neodimi   | prometi | samari   | europi | gadolini        | terbi       | disprosi | holmi   | erbi    | tuli    | iterbi  | luteci  |
| ----------------------------------------------- | ----------- | --------- | ---------- | --------- | ------- | -------- | ------ | --------------- | ----------- | -------- | ------- | ------- | ------- | ------- | ------- |
| Símbol                                          | La          | Ce        | Pr         | Nd        | Pm      | Sm       | Eu     | Gd              | Tb          | Dy       | Ho      | Er      | Tm      | Yb      | Lu      |
| Nombre atòmic                                   | 57          | 58        | 59         | 60        | 61      | 62       | 63     | 64              | 65          | 66       | 67      | 68      | 69      | 70      | 71      |
| Imatge                                          |             |           |            |           |         |          |        |                 |             |          |         |         |         |         |         |
| Densitat (g/cm³)                                | 6.162       | 6.770     | 6.77       | 7.01      | 7.26    | 7.52     | 5.244  | 7.90            | 8.23        | 8.540    | 8.79    | 9.066   | 9.32    | 6.90    | 9.841   |
| Punt de fusió (°C)                              | 920         | 795       | 935        | 1024      | 1042    | 1072     | 826    | 1312            | 1356        | 1407     | 1461    | 1529    | 1545    | 824     | 1652    |
| Punt d'ebullició (°C)                           | 3464        | 3443      | 3520       | 3074      | 3000    | 1794     | 1529   | 3273            | 3230        | 2567     | 2720    | 2868    | 1950    | 1196    | 3402    |
| Configuració electrònica (fase gas)*            | 5d¹         | 4f¹5d¹    | 4f³        | 4f4       | 4f⁵     | 4f⁶      | 4f7    | 4f75d¹          | 4f⁹         | 4f¹⁰     | 4f11    | 4f12    | 4f13    | 4f¹⁴    | 4f¹⁴5d¹ |
| Configuració electrònica (fase sòlida)*         | 5d¹         | 4f¹5d¹    | 4f²5d¹     | 4f³5d¹    | 4f45d¹  | 4f⁵5d¹   | 4f7    | 4f75d¹          | 4f85d¹      | 4f⁹5d¹   | 4f¹⁰5d¹ | 4f115d¹ | 4f125d¹ | 4f¹⁴    | 4f¹⁴5d¹ |
| Estructura cristal·lina (RT)                    | dhcp        | fcc       | dhcp       | dhcp      | dhcp    | **       | bcc    | hcp             | hcp         | hcp      | hcp     | hcp     | hcp     | fcc     | hcp     |
| Radi metàl·lic (pm)                             | 162         | 181.8     | 182.4      | 181.4     | 183.4   | 180.4    | 208.4  | 180.4           | 177.3       | 178.1    | 176.2   | 176.1   | 175.9   | 193.3   | 173.8   |
| Resistivitat a 25 °C (μΩ·cm)                    | 57–80 20 °C | 73        | 68         | 64        |         | 88       | 90     | 134             | 114         | 57       | 87      | 87      | 79      | 29      | 79      |
| Susceptibilitat magnètica χmol /10−6(cm³·mol−1) | +95.9       | +2500 (β) | +5530(α)   | +5930 (α) |         | +1278(α) | +30900 | +185000 (350 K) | +170000 (α) | +98000   | +72900  | +48000  | +24700  | +67 (β) | +183    |

### Propietats químiques
La disposició d'electrons en un àtom (configuració electrònica) influeix en la reactivitat dels àtoms amb altres substàncies. En particular, els electrons externs o de valència –els més allunyats del centre de l'àtom– són els més implicats en les reaccions, ja que estan exposats al medi que l'envolta. Tots els lantanoides, des del ceri fins al luteci, tenen una disposició similar dels seus electrons exteriors{\displaystyle [Xe]{4f^{0,2,3,...14}}{5d^{0,1}}6s^{2}}. L'orbital {\displaystyle 6s} conté dos electrons, el {\displaystyle 5d} no en conté cap o un, i l'orbital {\displaystyle 4f} en té 0, 2, 3, 4,...14. Això explica per què es troben tots junts a la natura i per què tots reaccionen de manera semblant. Quan reaccionen amb altres elements per formar compostos, la majoria dels lantanoides perden tres dels seus electrons més externs per formar cations tripositius {\displaystyle {\ce {Ln^3+}}}. Per a la majoria dels compostos dels lantanoides, aquest és catió més estable. Alguns lantanoides formen cations amb dues càrregues positives ({\displaystyle {\ce {Sm^2+}}}, {\displaystyle {\ce {Eu^2+}}}, {\displaystyle {\ce {Tm^2+}}} i {\displaystyle {\ce {Yb^2+}}}) o quatre càrregues positives ({\displaystyle {\ce {Ce^4+}}}, {\displaystyle {\ce {Pr^4+}}}, {\displaystyle {\ce {Nd^4+}}}, {\displaystyle {\ce {Tb^4+}}} i {\displaystyle {\ce {Dy^4+}}}), però normalment no són tan estables.
| Càrrega/Z | 57   | 58   | 59   | 60   | 61   | 62   | 63   | 64   | 65   | 66   | 67   | 68   | 69   | 70   | 71   |
| 2+        |      |      |      |      |      | Sm2+ | Eu2+ |      |      |      |      |      | Tm2+ | Yb2+ |      |
| 3+        | La3+ | Ce3+ | Pr3+ | Nd3+ | Pm3+ | Sm3+ | Eu3+ | Gd3+ | Tb3+ | Dy3+ | Ho3+ | Er3+ | Tm3+ | Yb3+ | Lu3+ |
| 4+        |      | Ce4+ | Pr4+ | Nd4+ |      |      |      |      | Tb4+ | Dy4+ |      |      |      |      |      |

La majoria dels cations dels lantanoides donen lloc a dissolucions acolorides. La coloració depèn de l'ocupació dels orbitals {\displaystyle 4f}. Per regla general, encara que hi ha excepcions, els cations d'elements sense electrons {\displaystyle 4f}, amb 7 electrons (subnivell mig ple) o 14 electrons (subnivell complet) són transparents ({\displaystyle {\ce {La^3+}}}, {\displaystyle {\ce {Gd^3+}}} i {\displaystyle {\ce {Lu^3+}}} respectivament). També, amb excepcions, els cations que tenen {\displaystyle x} electrons a orbitals {\displaystyle 4f} tenen colors semblants que els que en tenen {\displaystyle (14-x)}, com passa amb el {\displaystyle {\ce {Nd^3+}}} i l'{\displaystyle {\ce {Er^3+}}}, ambdós són porpra. Això es correspon amb el nombre d'electrons desaparellats als orbitals {\displaystyle 4f}.
Una comparació de les mides dels àtoms de lantanoides, i els seus cations, revela una disminució progressiva del pas del lantani al luteci i que es coneix com a contracció dels lantanoides. La causa d'aquesta contracció és que a mesura que s'incrementa el nombre atòmic augmenta la càrrega positiva al nucli de l'àtom i, amb ella, augmenta l'atracció sobre els electrons. Aquest se situen tots en orbitals atòmics {\displaystyle 4f}, de manera que en augmentar el nombre atòmic s'aproximen més al nucli. La contracció dels lantanoides afecta significativament als elements del 7è període de la taula periòdica que els segueixen (Hf, Ta, W…), que són més petits que el que hom esperaria, tenen energies d'ionització majors, punt de fusió i d'ebullició més alts, entre d'altres propietats.
| Lantanoide                | La  | Ce  | Pr  | Nd   | Pm  | Sm   | Eu   | Gd   | Tb   | Dy   | Ho   | Er   | Tm   | Yb   | Lu   |
| ------------------------- | --- | --- | --- | ---- | --- | ---- | ---- | ---- | ---- | ---- | ---- | ---- | ---- | ---- | ---- |
| Nombre atòmic Z           | 57  | 58  | 59  | 60   | 61  | 62   | 63   | 64   | 65   | 66   | 67   | 68   | 69   | 70   | 71   |
| Ocupació orbitals 4f Ln3+ | 4f0 | 4f¹ | 4f² | 4f³  | 4f4 | 4f⁵  | 4f⁶  | 4f7  | 4f8  | 4f⁹  | 4f¹⁰ | 4f11 | 4f12 | 4f13 | 4f¹⁴ |
| radi (en picòmetres) Ln3+ | 103 | 102 | 99  | 98,3 | 97  | 95,8 | 94,7 | 93,8 | 92,3 | 91,2 | 90,1 | 89   | 88   | 86,8 | 86,1 |

Cinc d'ells (La, Ce, Pr, Nd, Eu) són molt reactius i quan s'exposen a l'aire reaccionen amb l'oxigen per formar un recobriment superficial d'òxid:
{\displaystyle {\ce {4 Ln + 3 O2 -> 2 Ln2O3}}}

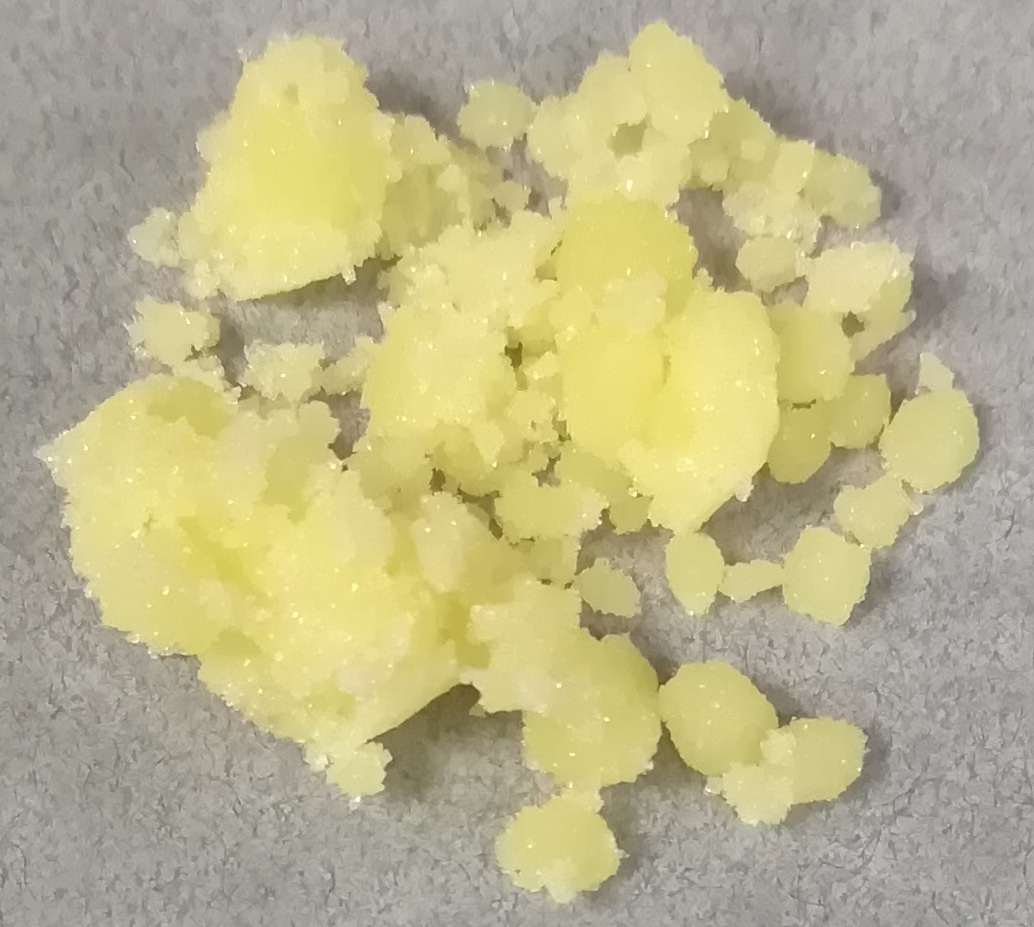
Clorur de samari(III)—aigua(1/6) {\displaystyle {\ce {SmCl3*6H2O}}}
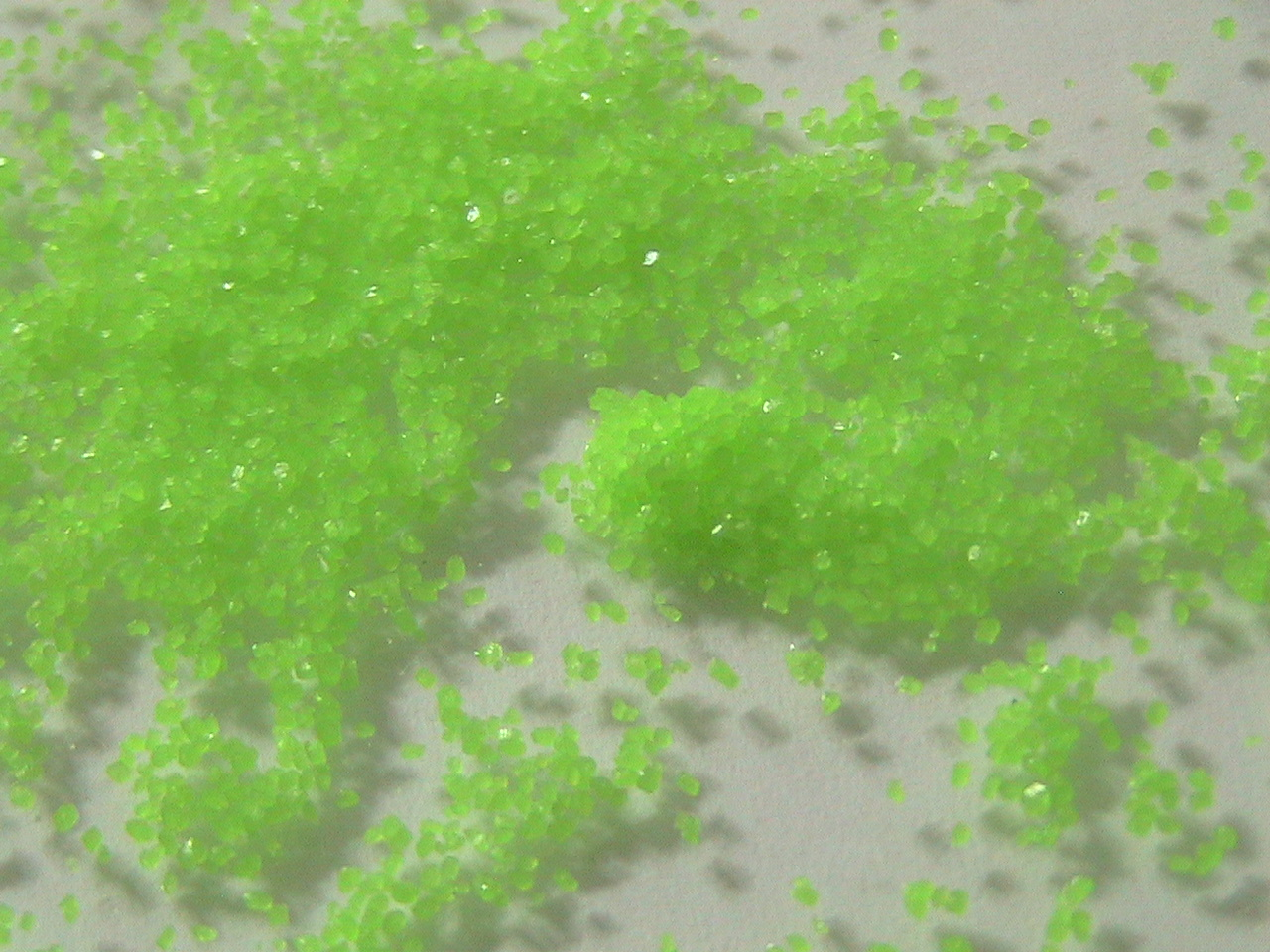
Sulfat de praseodimi(III)—aigua(1/8) {\displaystyle {\ce {Pr2(SO4)3*8H2O}}}

Per aquest motiu aquests metalls s'emmagatzemen sota oli mineral. La resta de lantanoides no són tan reactius, i alguns (Gd, Lu) mantenen el seu aspecte metàl·lic platejat durant molt de temps. Els lantanoides reaccionen lentament amb l'aigua freda (més ràpidament amb l'aigua calenta) per formar gas d'hidrogen:
{\displaystyle {\ce {2 Ln(s) + 6 H2O(l) -> 2 Ln(OH)3(aq) + 3 H2(g)}}}

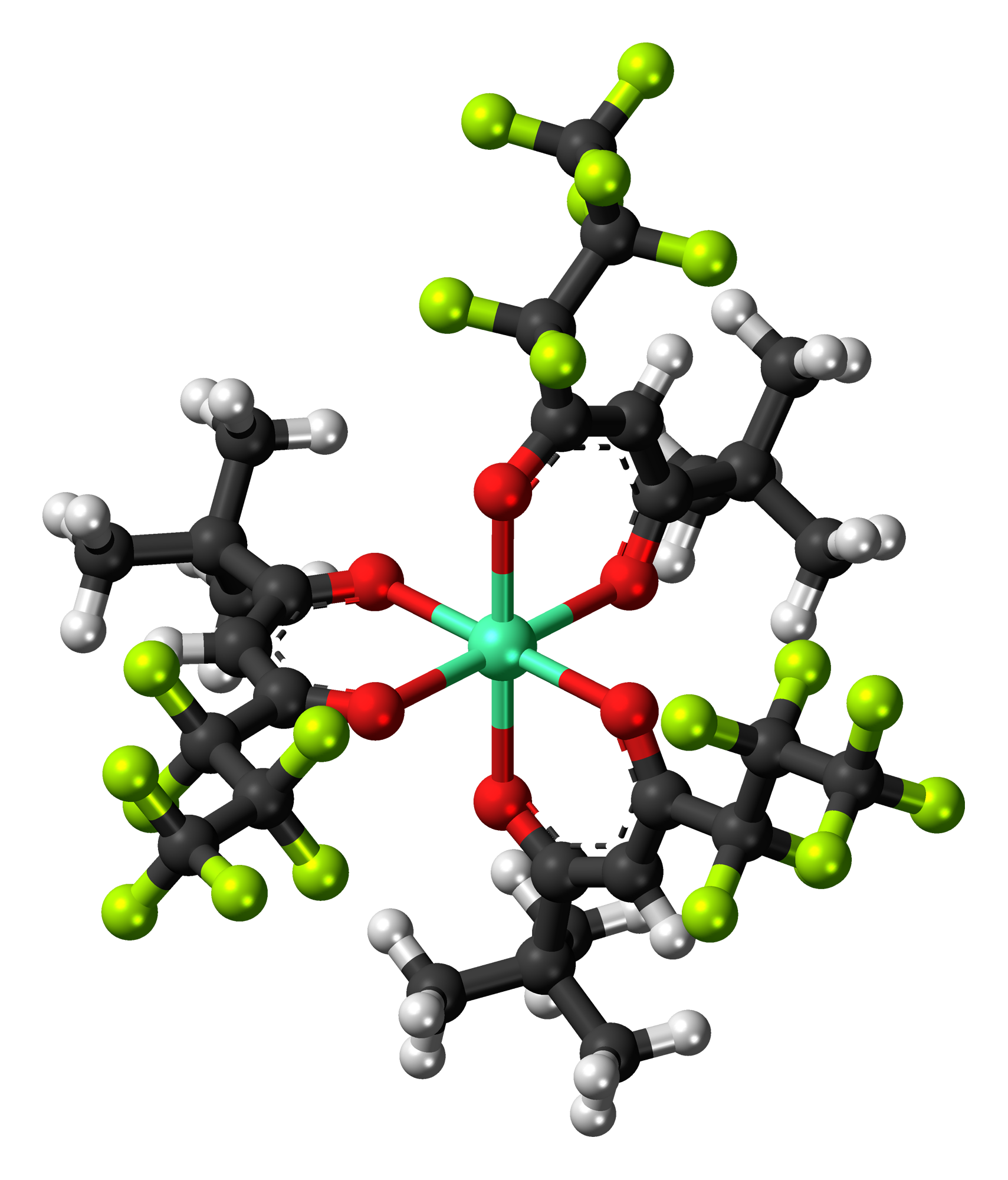
Eu(OCC(CH3)3CHCOC3F7)3 emprat en espectroscòpia de RMN

Els lantanoides formen compostos amb molts no-metalls, com hidrogen, bor, nitrogen, fluor, clor, brom, iode, fòsfor, sofre, seleni i tel·luri, i es pot necessitar un escalfament per induir aquestes reaccions. Per exemple, amb clor produeixen el corresponent clorur:
{\displaystyle {\ce {2 Ln (s) + 3 Cl2 (g) -> 2 LnCl3 (s) [groc]}}}
Amb els àcids reaccionen donant les corresponents sals amb despreniment d'hidrogen. S'han descrit acetats, nitrats i sulfats per a tots els lantanoides i d'altres oxisals per alguns d'ells. La reacció amb l'àcid sulfúric és:
{\displaystyle {\ce {2Ln(s) + 3H2SO4(aq) -> 2Ln^3+(aq) + 3SO4^{2-}(aq) + 3H2(g)}}}
En dissolució aquosa els cations {\displaystyle {\ce {Ln^3+(aq)}}} existeixen en forma del catió {\displaystyle {\ce {[Ln(OH2)9]^3+}}}. La majoria de compostos iònics dels lantanoides són solubles en aigua. Els compostos de lantanoides amb l'element fluor (fluorurs de lantanoides), però, són insolubles. Si s'afegeix ions fluor a una solució d'ions lantanoides tripositius, es pot utilitzar generalment com a prova característica de la presència de lantanoides. Així mateix, els oxalats de lantanoides tenen una solubilitat baixa.
Es coneixen nombrosos complexos de lantanoides amb lligands orgànics. Alguns d'aquests compostos són solubles en aigua, mentre que d'altres són solubles en oli. En el passat, els compostos solubles en aigua s'han utilitzat àmpliament per a la separació de lantanoides mitjançant bescanvi iònic; exemples són complexos amb àcid cítric, àcid etilendiaminetetraacètic (EDTA) i àcid hidroxietiletilendiaminetriacètic (HEDTA). Els components solubles en oli s'utilitzen àmpliament a la indústria per a la separació de lantanoides per extracció de líquid.

## Estat natural
| Element | Monazita | Bastnäsita | Xenotima |
| ------- | -------- | ---------- | -------- |
| La      | 23       | 32         |          |
| Ce      | 46       | 50         |          |
| Pr      | 5        | 4          |          |
| Nd      | 18       | 13         |          |
| Pm      |          |            |          |
| Sm      | 2,3      | 0,5        | 1,2      |
| Eu      | 0,7      | 0,1        | 0,01     |
| Gd      | 1,7      | 0,15       | 3,6      |
| Tb      | 0,16     |            | 1,0      |
| Dy      | 0,5      |            | 7,5      |
| Ho      | 0,09     |            | 2,0      |
| Er      | 0,13     |            | 6,2      |
| Tm      | 0,01     |            | 1,27     |
| Yb      | 0,06     |            | 6,0      |
| Lu      | 0,006    |            | 0,63     |

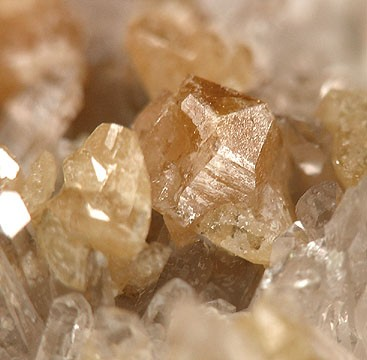
Monazita-(Ce)

Tot i que molts minerals contenen lantanoides, només tres contenen percentatges suficients per explotar-se de forma industrial: (1) Els del grup de la monazita, majoritàriament monazita-(Ce), un fosfat del ceri que conté lantanoides lleugers (Pr, Nd, Sm, Eu, Gd); (2) minerals del grup de la bastnäsita, principalment bastnäsita-(Ce), fluorocarbonat de ceri amb lantanoides lleugers; i (3) xenotima, majoritàriament xenotima-(Y) un fosfat d'itri i lantanoides pesants (Tb, Dy, Ho, Er, Tm, Yb, Lu). Altres minerals, inclouen allanita, cerita, gadolinita i euxenita contenen quantitats extractables de lantanoides, però no està estès el seu aprofitament comercial.

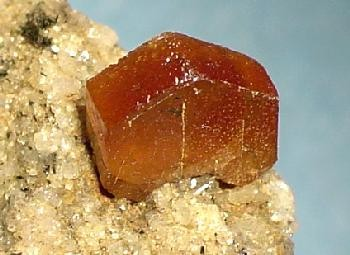
Bastnäsita-(Ce)

Els jaciments més importants de monazita són els placers i els dipòsits de platges marines en forma de sorres minerals gruixudes trobats a Austràlia, Brasil, Xina, Índia, Sud-àfrica i als Estats Units (Florida i les Carolines). El més significatius dipòsits de bastnäsita es troben a Palabora, Sud-àfrica; Paotou, Mongòlia Interior a la Xina; i al Mountain Pass, comtat de San Bernadino, Califòrnia (EUA). Durant la major part de la primera dècada del segle xxi, la Xina ha proporcionat al voltant del 95% de la producció mundial de lantanoides procedents de les mines de Mongòlia Interior i del Sud.
El xenotima també es troba a placers i dipòsits de sorra de platges amb quantitats comercials. Hi ha jaciments al sud-est asiàtic i amb la monazita dels dipòsits als Estats Units Carolines i Florida. La producció d'aquests minerals de xenotima són considerablement inferiors a la de monazita o bastnäsita.

## Obtenció
| País          | Producció/t | Reserves/t |
| ------------- | ----------- | ---------- |
| Xina          | 120 000     | 44 000 000 |
| Brasil        | 1 000       | 22 000 000 |
| Vietnam       | 200         | 22 000 000 |
| Estats Units  | 7 000       | 13 000 000 |
| Rússia        | 2 600       | 12 000 000 |
| Índia         | 1 800       | 6 900 000  |
| Austràlia     | 20 000      | 3 400 000  |
| Malàisia      | 200         | 30 000     |
| Altres països |             | 4 400 000  |

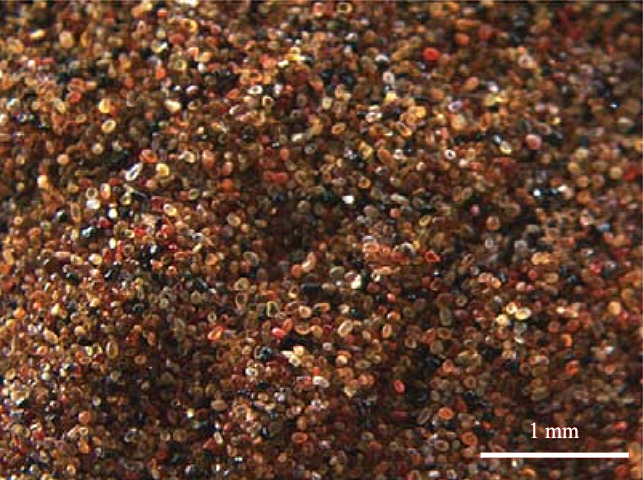
Arena de monazita

La major part de la producció de lantanoides s'obtenen com a subproductes d'altres activitats mineres. Cada mineral presenta diferents característiques i tècniques especialitzades que s'han hagut de desenvolupar per extreure els metalls purs. Per aquesta raó, mentre que els lantanoides són comuns, la purificació és difícil i cara. La monazita es processa de dues maneres segons el producte desitjat: una digestió d'àcid sulfúric o una digestió d'hidròxid de sodi, seguida d'un tractament amb àcid clorhídric. El procés consisteix en esquerdar el mineral, eliminar el tori que és radioactiu, i separant els lantanoides. L'últim procés assenyalat és el que s'empra més perquè té l'avantatge de recuperar-se el fosfat com a subproducte útil, el fosfat de trisodi, i produir clorurs de lantanoides, que són un intermedi útil en el tractament posterior.
El mètode Molycorp per al processament de bastnäsita és calcina el mineral després de la concentració per flotació. És llavors atacat per l'àcid clorhídric per solubilitzar la major part dels lantanoides trivalents en forma de clorurs. El residu que conté els components tetravalents es filtren per a la recuperació i contenen 65–80% òxid de ceri (IV). Aquesta fracció, després de més calcinació, es pot utilitzar directament com a compost per polir el vidre. La xenotima, també un fosfat, sol tractar-se amb el mètode de l'àcid sulfúric descrit per a la monazita.

## Aplicacions

### Imants

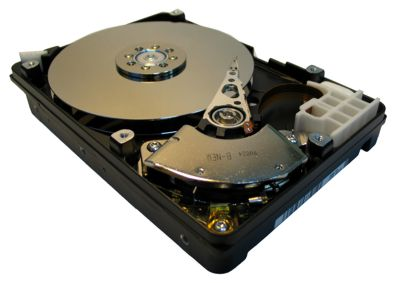
Disc dur d'ordinador

Els lantanoides són diamagnètics o paramagnètics a temperatura ambient; la temperatura de Curie més alta correspon al gadolini, 19,6 °C, per sota de la qual és ferromagnètic. Tanmateix, les temperatures de Curie es poden augmentar fins a nivells comercialment interessants mitjançant l'aliatge amb d'altres elements amb temperatures de Curie més elevades, com ara el ferro, el cobalt o el níquel. Els primers imants de gran rendiment que s'industrialitzaren foren els imants de samari-cobalt, {\displaystyle {\ce {SmCo5}}} i {\displaystyle {\ce {Sm2Co17}}}. Presenten una coercitivitat intrínseca iHc = 29 000 Oe i iHc = 33 000 Oe respectivament, i unes temperatures de Curie superiors a 700 °C. Amb ells es pogueren miniaturitzar molts dispositius electrònics, com ara motors de pas i auriculars per al famós Walkman llançat el 1979. Però eren imants cars i no es generalitzà el seu ús. Aquesta limitació fou superada el 1984 amb el descobriment dels imants de neodimi (aliatge de neodimi, ferro i bor {\displaystyle {\ce {Nd2Fe14B}}}), més potents (coercitivitats intrínseques entre 8,7 Oe i 18 Oe) i temperatures de Curie d'uns 310 °C. Hom pot trobar-los actualment en els discs durs (HDD) dels ordinadors personals, als aparells de ressonància magnètica nuclear, i en innombrables equips d'automoció i electrònica. La demanda actual i futura d'aquests imants permanents està centrada en tres aplicacions principals: motors elèctrics per a vehicles híbrids, vehicles elèctrics, aerogeneradors i discs durs, als quals es poden afegir imants per ressonància magnètica, tant en investigació com en imatge mèdica. La coercitivitat d'aquests imants es pot millorar (particularment a una temperatura alta) afegint una petita quantitat de disprosi.

### Bateries recarregables

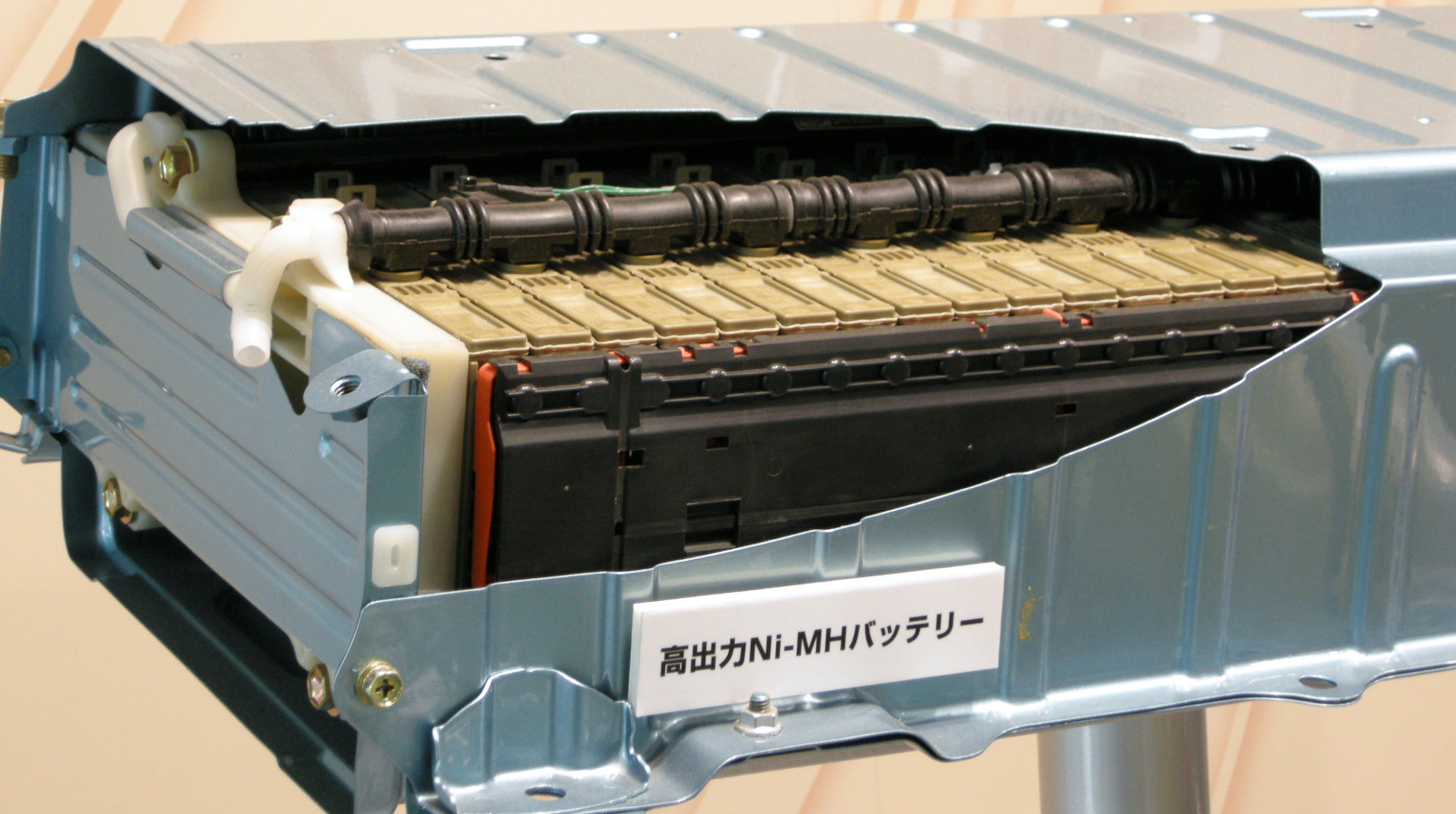
Bateria Ni-MH d'un cotxe elèctric

Les bateries de níquel i hidrur metàl·lic (Ni-MH) contenen a l'elèctrode negatiu, que absorbeix l'hidrogen formant un hidrur metàl·lic, l'aliatge de lantanoides anomenada mischmetal i una barreja de níquel i cobalt. Gairebé el 60% d'aquestes bateries recarregables equipen actualment els vehicles elèctrics i els vehicles híbrids. Alguns fabricants preveuen la seva substitució per bateries de liti, però el liti és un element poc abundant i els problemes d'incendis poden retardar la difusió d'aquestes bateries malgrat els seus avantatges sobre les bateries Ni-MH. Les cèl·lules de combustible d'òxid sòlid (SOFC) representen la tecnologia més prometedora per a les piles de combustible. Contenen itri a l'electròlit i aliatge mischmetall als elèctrodes.

### Òptica

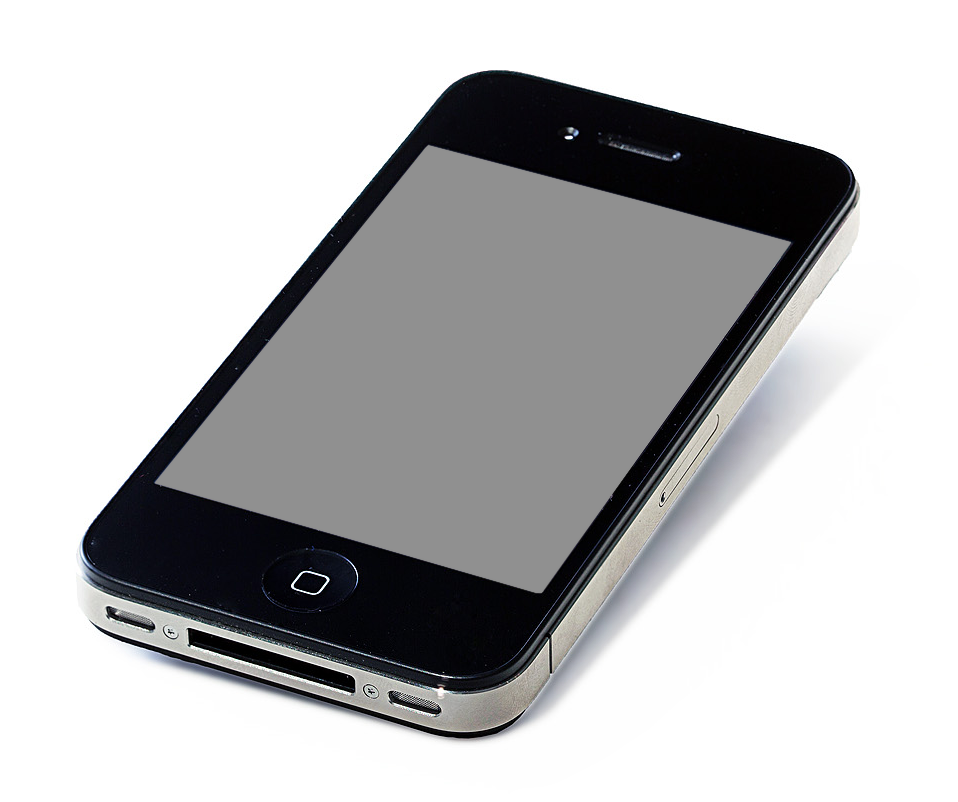
Les pantalles del telèfons mòbils són dels tipus LCD o OLED

#### Il·luminació
Totes les tecnologies d'il·luminació d'última generació requereixen l'ús de lantanoides com a fosforòfors que proporcionen una alta eficiència energètica i un rendiment elevat del color. Els lantanoides bàsics són: l'europi (3+) que proporciona color vermell de longitud d'ona 610 nm, l'europi(2+) que dona color blau de 450 nm i el terbi (3+) de color verd de 550 nm com a emissors; el ceri com a sensibilitzador pel terbi; i el lantani i el gadolini com a matrius. Les principals aplicacions són tubs fluorescents, làmpades fluorescents compactes (CFL) i pantalles de plasma i de cristall líquid (LCD), que han substituït les antigues pantalles de tubs de raigs catòdics (CRT). Altres dispositius inclouen díodes emissors de llum (LED), làmines electroluminescents i, possiblement, díodes orgànics emissors de llum (OLEDs), tot i que actualment aquests últims utilitzen complexos d'iridi i platí com a emissors luminescents.

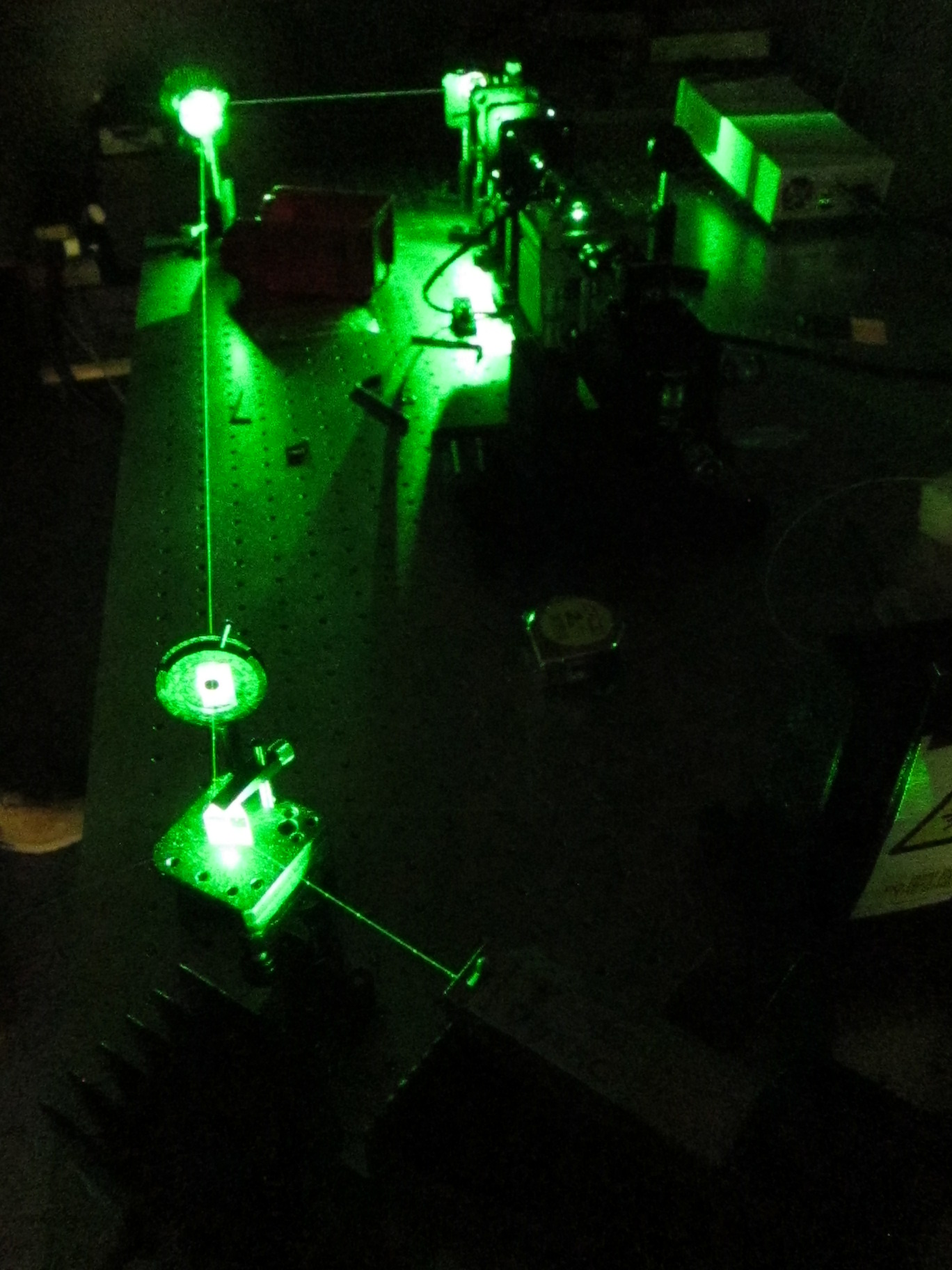
Làser Nd:YAG: de 532 nm

#### Làsers
Els cations dels lantanoides, pels seus nivells electrònics nombrosos i ben definits, són emprats com a materials actius per a làsers d'estat sòlid que emeten a l'ultraviolat, visible i infraroig proper. Un dels làsers més utilitzats és el làser Nd:YAG, que utilitza com a medi actiu un cristall de granat d'itri i alumini {\displaystyle {\ce {Y3Al5O12}}} amb un 1% en pes d'itri substituït per cations de neodimi (3+). Produeix una línia de llum de longitud d'ona 1 064 nm, que hom pot dividir fàcilment per dos (532 nm, verd; per exemple,  apuntadors làser per a presentacions de diapositives); per tres (355 nm, blau); o per quatre (266 nm, UV); donant lloc a làsers de múltiples línies per excitació d'espectres de luminescència. Per millorar-ne el rendiment, sovint s'introdueixen {\displaystyle {\ce {Cr^3+}}}o {\displaystyle {\ce {Ce^3+}}}al granat com a sensibilitzadors. El granat YAG pot ser dopat per altres cations de lantanoides, donant lloc a làsers que emeten a longituds d'ona 1 030 nm (Yb), 1 930–2 040 nm (Tm), 2 100 nm (HoþTm) i 2 940 nm (Er). Els làsers de baix consum, en particular els que emeten longituds d'ona llargues, s'utilitzen en diverses aplicacions mèdiques: cirurgia ocular, tractament de la pell i odontologia, o per controlar el contingut de sucre en sang.

#### Fibres òptiques
Les fibres òptiques són ara omnipresents en les telecomunicacions, però malgrat la seva excel·lent transparència, els senyals s'atenuen massa després de 50 o 100 km i necessiten amplificació. Com que {\displaystyle {\ce {Er^3+}}} emet a la finestra principal de telecomunicacions (banda C, 1 500 nm), els vidres dopats amb aquest ió són amplificadors ideals de guies d'ona.

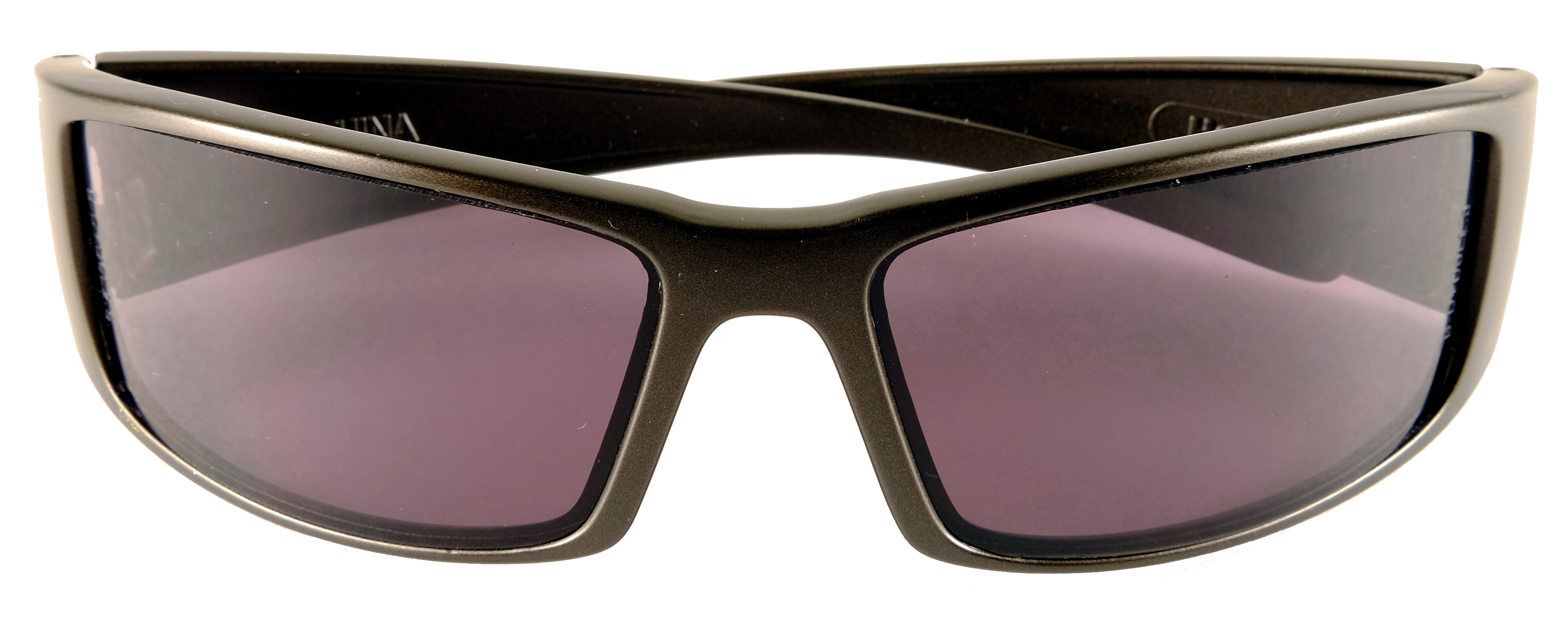
Ulleres de sol que protegeixen del 99,9 % de la llum ultraviolada

#### Filtres i altres
El lantani s'empra com a component (40% en pes) en vidres de borat d'alt índex de refracció per a lents de microscopis, telescopis i objectius fotogràfics. L'òxid de ceri (IV) s'utilitza com a material de bloqueig de radiació ultraviolada en ulleres de sol i que podria ser instal·lat a cèl·lules fotovoltaiques sensibilitzades amb colorants per evitar la fotodegradació del colorant. 

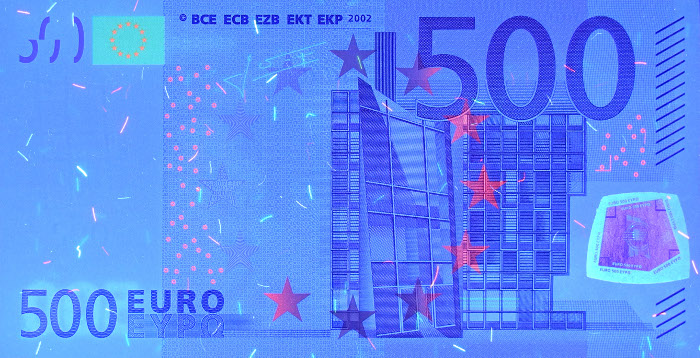
Bitllet de 500 € sota llum UV amb fluorescència vermella de l'Eu^3+

Alguns lantanoides que són fosforòfors de llarga persistència, és a dir, que tenen una emissió de llum lenta i que dura molt després de l'excitació, es troben en els marcadors de rellotges, senyals i marques d'emergència i en joguines i aparells. Un compost típic és {\displaystyle {\ce {Ca2Si5N8:Eu^{II}, Tm^{III}}}}. Altres compostos com {\displaystyle {\ce {Y2SiO5:Eu^{III}}}} permeten l'emmagatzematge òptic mitjançant la crema persistent de forats. Les tintes de seguretat, les etiquetes de falsificació i els marcadors de munició sovint es fabriquen amb fosforòfors de lantanoides.
Les principals aplicacions dels escintil·ladors consisteixen en la mesura de les radiacions ultraviolades en els intervals de 200–220 nm o radiografies en imatge mèdica i la detecció de la radioactivitat (imatge mèdica i controls de seguretat). Els cations típics per a aquestes aplicacions són el ceri(3+) i l'europi(2+).
Altres aplicacions inclouen l'ús de l'òxid de ceri(IV) {\displaystyle {\ce {CeO2}}} com a agent de poliment del vidre per la seva duresa (6 Mohs), conseqüència de la seva estructura compacta de fluorita i d'una reacció química a la interfície entre l'òxid de silici i el ceri.

### Catalitzadors
L'ús més antic d'un lantanoide com a catalitzador és l'estabilització estructural i química de les zeolites per a aplicacions de craqueig de petroli, on l'adició de petites quantitats de lantani i/o ceri permet que el catalitzador es mantingui àcid, cosa essencial per a la conversió de molècules d'alta massa molecular en espècies més lleugeres, especialment en les condicions molt agressives de la indústria del petroli. L'òxid de ceri(IV) {\displaystyle {\ce {CeO2}}} és també el catalitzador emprat en forns domèstics pirolítics que s'autonetegen.

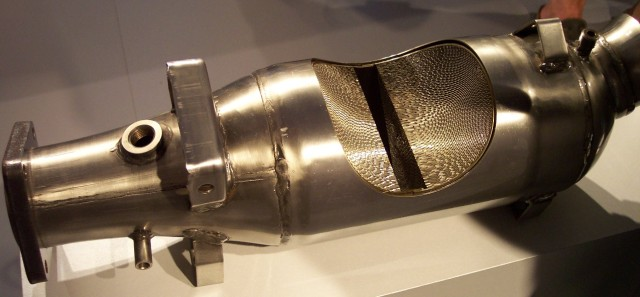
Catalitzador amb un tall on es poden veure els petits canals per on circulen els gasos d'escapament

Una altra aplicació per a l'òxid de ceri(IV) són els catalitzadors d'automoció postcombustió. En primer lloc, és un component principal dels catalitzadors de tres vies (TWC) utilitzats en tots els cotxes de benzina moderns. Els TWC baixen el nivell d'emissions contaminants del motor mitjançant la reducció selectiva d'òxids de nitrogen {\displaystyle {\ce {NO_x}}} i l'oxidació simultània de monòxid de carboni {\displaystyle {\ce {CO}}} i hidrocarburs. Com que el ceri pot ser trivalent o tetravalent, les propietats redox de {\displaystyle {\ce {CeO2}}} poden convertir-lo en un amortidor d'oxigen estabilitzant la composició dels gasos d'escapament i permetent l'oxidació de {\displaystyle {\ce {CO}}} i hidrocarburs fins i tot quan el medi es reductor. Aquests catalitzadors contenen entre 100 ppm i 3 000 ppm de metalls preciosos (Pd, Rh o Pt) dispersats en una barreja d'òxid d'alumini {\displaystyle {\ce {Al2O3}}} i d'òxid de ceri(IV) (20 % en pes). A més del seu paper principal en el control de les condicions redox del medi, l'òxid de ceri(IV) és altament refractari i permet que l'òxid d'alumini mantingui la seva superfície tèrmicament estable a temperatures de més de 1000 °C. Finalment, també permet una bona dispersió tèrmica i estable de les partícules metàl·liques, el catalitzador real, evitant que es sinteritzin, fet que les faria inactives. El desenvolupament d'òxids barrejats de ceri i zirconi ha propiciat un millor rendiment en termes de capacitat d'amortització d'oxigen i estabilitat tèrmica. Per altra banda els motors dièsel, més eficients en consum de combustible, s'enfronten al repte d'haver de controlar les partícules en suspensió (PM) i les emissions d'òxids de nitrogen. La manera més eficient de reduir les emissions de partícules és filtrar els gasos d'escapament. Tanmateix, amb el temps el filtre queda bloquejat a mesura que s'acumulen les partícules de sutge, i la millor solució és cremar-les per regenerar el filtre. S'han desenvolupat per aquest fi catalitzador basat en òxid de ceri(IV) que baixa la temperatura a la qual es crema el sutge, de més de 600 °C a uns 350 °C i reduint el temps de combustió a 2–3 minuts en lloc de 20–23 minuts. El catalitzador s'afegeix al combustible procedent d'un dipòsit, que permet un interval de servei de 250 000 km per a un cotxe de passatgers mitjà i una vida útil similar al filtre.
Altres aplicacions catalítiques de compostos de lantanoides, es pot esmentar l'ús en síntesi orgànica: halurs de samari(2+), sals de neodimi per a la polimerització de diens. Això comporta un important desenvolupament industrial de l'ús de sals de neodimi per a la fabricació de cautxú.

### Pigments
Els lantanoides són àmpliament emprats en la indústria del vidre, en particular el ceri. Per exemple, la decoloració del vidre s'obté mitjançant l'oxidació del ferro (2+) de color blau fosc fins al ferro(3+) groc pàl·lid mitjançant ceri(4+). El praseodimi (verd), el neodimi (el porpra) i l'erbi (rosa) s'utilitzen per acolorir gots i ceràmica. El sulfat de zirconi {\displaystyle {\ce {ZrSiO4}}} dopat per praseodimi(4+) és el pigment groc més fort i estable per a la ceràmica a altes temperatures. Els pigments per a la coloració de plàstics i pintures es basen en les propietats òptiques dels derivats de sulfurs de ceri i la seva no toxicitat. Mitjançant el dopatge amb elements alcalinoterris i alcalins, ha estat possible estabilitzar una gamma de colors des del taronja fins al vermell brillant i marró en forma de {\displaystyle {\ce {Ce2S3}}}. Aquests pigments presenten una gran brillantor i resistència a la tintura, una bona estabilitat en els suports d'aplicació més habituals i una forta resistència a la intempèrie i a la radiació ultraviolada, cosa que fa que tenguin una àmplia gamma d'aplicacions.

## Toxicitat

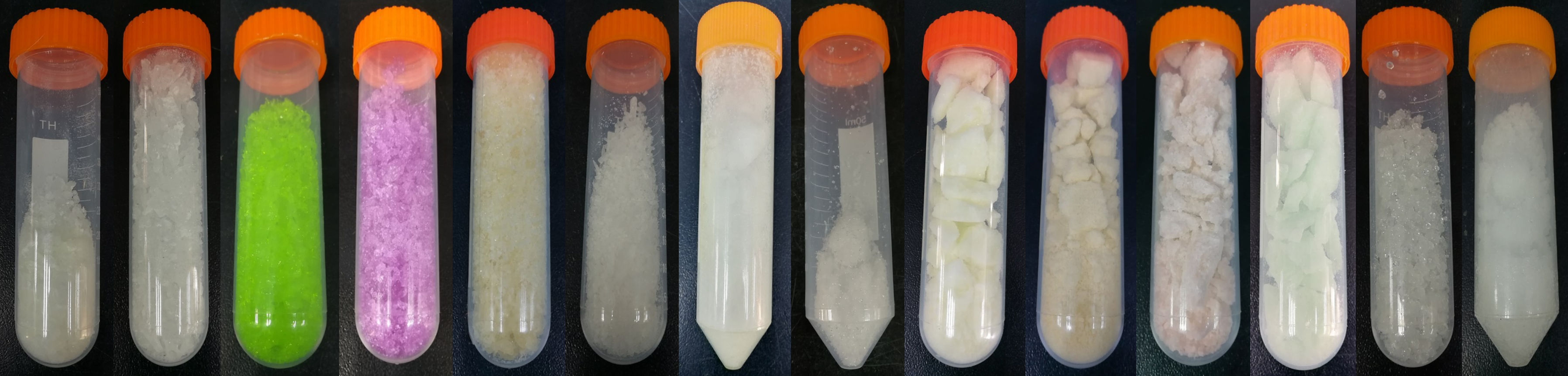
Mostres de nitrats de lantanoide(3+) hexahidratats Ln(NO3)3.6H2O. D'esquerra a dreta: La, Ce, Pr, Nd, Sm, Eu, Gd, Tb, Dy, Ho, Er, Tm, Yb i Lu.

Tret del prometi que és radioactiu, no es coneixen efectes tòxics dels lantanoides sobre els humans. En animals s'ha observat que si s'administren per via oral, llavors la toxicitat és baixa. Quan s'inhalen vapors o pols són una mica més tòxics tot i que només s'absorbeixen lentament. La pols i les sals són molt irritants per als ulls i les mucoses i moderadament irritants per a la pell. Respirar la pols pot causar embòlia pulmonar i l'exposició acumulada perjudica el fetge. Si s'injecta per via subcutània, la majoria del compost injectat roman al seu lloc. Els efectes més perjudicials s'obtenen si s'introdueixen lantanoides mitjançant injeccions intraperitoneals o intravenoses. Els símptomes de la toxicitat inclouen atàxia, respiració difícil i sedació. Els cations dels lantanoides també poden interferir amb les proteïnes i els canals que contenen calci, perquè els cations Ln3+ poden substituir fàcilment els cations Ca2+. Els valors de la dosi letal mitjana o DL50 de cations Ln3+ lliures per a éssers humans se situen entre els 100–200 mg/kg. Els agents quelants, per exemple, citrat o EDTA, emmascaren els efectes tòxics dels cations dels lantanoides. L'efecte de la massa atòmica dels lantanoides sobre la letalitat és difícil d'avaluar, però els lantanoides mitjans semblen tenir una menor toxicitat que els més lleugers o els més pesats. La toxicitat de les sals augmenta de la següent manera: clorur < propanat < acetat < sulfat < nitrat.
Els lantanoides no tenen un paper biològic conegut per als éssers humans, encara que un humà de 70 kg conté 40 mg de ceri. No obstant això, els lantanoides influeixen en una àmplia gamma de processos vegetals afectant el transport de cations i l'estructura de la membrana cel·lular. Alguns compostos inhibeixen el creixement d'organismes, mentre que d'altres semblen estimular-lo; aquest és el cas de les plantes i els peixos de tabac. Actualment, s'està investigant amb més detall aquests aspectes tenint en compte el gran ús de lantanoides com a fertilitzants a la Xina, la conseqüència del qual és un augment del contingut de Ln en aigua.